# René Jacobs

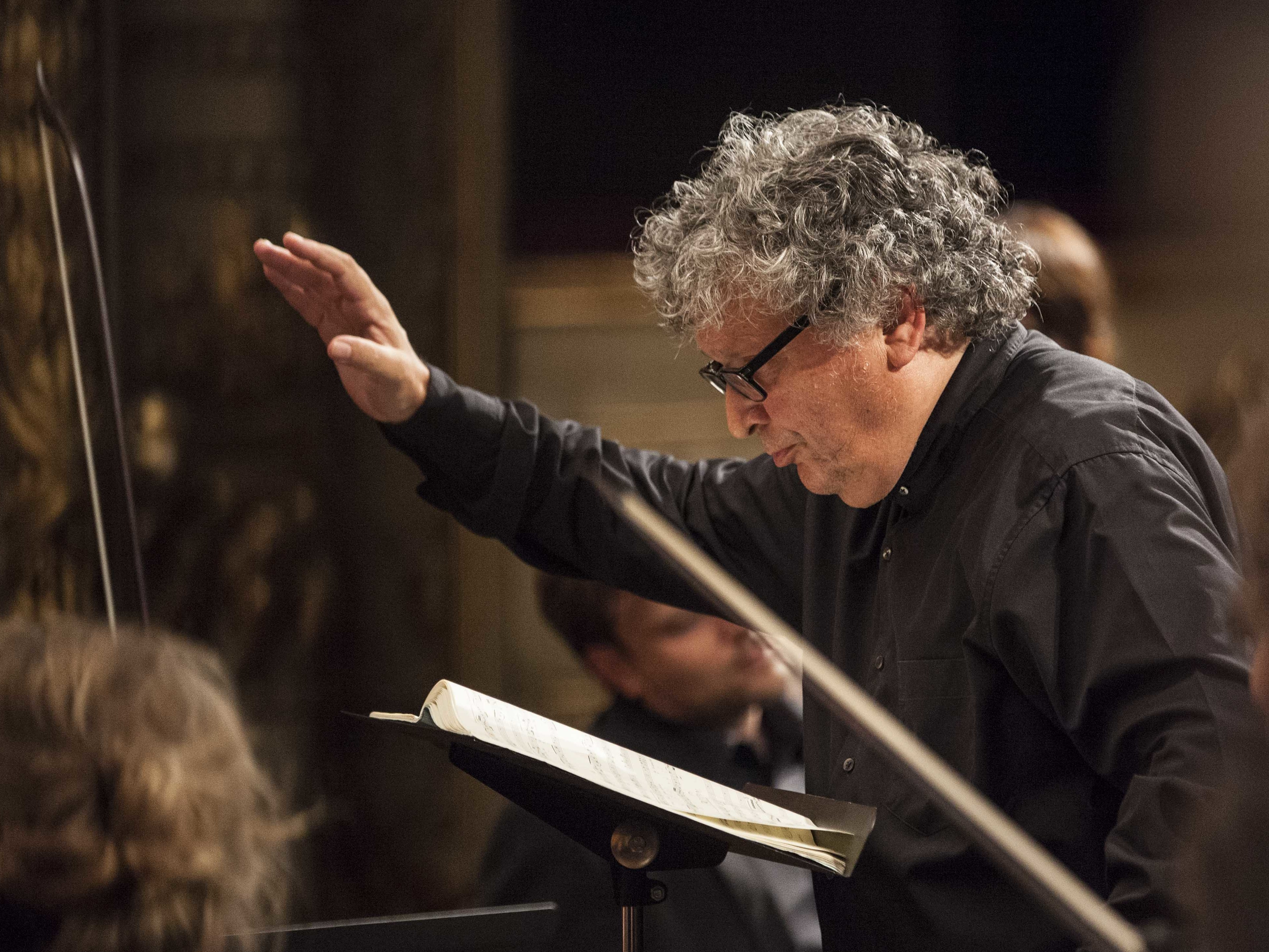
René Jacobs, 2014

René Jacobs   (Gant, 30 d'octubre de 1946) és un músic belga. Ha desenvolupat una important carrera com a contratenor i també una posterior trajectòria com a director.

## Biografia

### Contratenor
Nascut a Gant, va iniciar-se en la música cantant al cor de la Catedral de la seva ciutat. Més endavant combinaria els estudis de filologia clàssica amb la seva activitat musical.
Va estavlir contacte amb personalitats com Gustav Leonhardt i Alfred Deller, que l'animarien a iniciar una carrera com a contratenor, en la qual va destacar ben aviat enregistrant un gran nombre de peces del barroc, esdevenint un dels noms destacats en el moviment de música antiga que es va consolidar durant el darrer quart del segle xx.

### Director
Com a director d'orquestra, Jacobs ha enregistrat nombroses òperes i peces de música sacra del Renaixement, el Barroc i el Classicisme. Molts d'aquests enregistraments han estat guardonats amb prestigiosos premis entre els quals destaca el Grammy.
És especialment reconegut com a director de cantants i pel seu domini del recitatiu.